# Projeto do Atlas da Malária
O Projecto do Atlas da Malária (Malaria Atlas Project) ou MAP, é um projecto sem fins lucrativos, financiado por 5 anos pela Wellcome Trust, UK. O MAP é um projecto em colaboração entre o Grupo de Malaria Public Health and Epidemiology, do Centre for Geographic Medicine, Kenya, e o Grupo de Spatial Ecology and Epidemiology, da University of Oxford, UK, com colaboradores nas regiões da América e Ásia.
O principal objectivo deste projecto é (i) determinar limites geográficos detalhados da malária, causada por Plasmodium falciparum e por Plasmodium vivax, à escala global; (ii) e da sua endemicidade neste espaço. A última tentativa de mapear globalmente o risco de infecção por Plasmodium, foi nos anos 60. Para muitas áreas do globo, infelizmente, essa ainda é a melhor informação sobre risco de infecção. Este projecto pretende mapear e modelar as populações em risco de infecção, para fornecer meios mais contemporâneos e robustos para determinar o peso da malária clínica actual.
Esta primeira fase do MAP, que durará até ao final de 2008, é de aquisição e arquivo de dados. Os vários mecanismos utilizados na criação da maior base de dados de sempre em taxas de parasitémia (TP) de malária foram já descritos. O MAP tenciona colocar à disposição do público todos os dados recolhidos durante este projecto, para os quais tenha autorização de divulgação. A primeira divulgação total de dados de taxas de parasitémia está agendada para Junho de 2009, o que permitirá buscas completas a nível global, bem como testar e rever os nossos mapas de endemicidade.
O MAP divulgou recentemente para o domínio público os limites geográficos da malária causada por P. falciparum (sem risco, risco pontual e risco constante), juntamente com a publicação de uma descrição detalhada da sua derivação. Visite o website do MAP para dados e novidades do projecto, nomeadamente a extensões do mesmo para ao mapeamento da distribuição global dos vectores predominantes da malária humana (Anopheles).